# Человек, который кричит
«Человек, который кричит» (фр. Un homme qui crie) — фильм 2010 года чадского режиссёра Махамата Салеха Харуна. Съёмки фильма проводились в столице Чада Нджамене и городе Абеше.

## Сюжет
Главный герой фильма Адам Усман, прозванный «чемпионом» за достижения в плавании в молодости, давно работает смотрителем бассейна в престижном по меркам Чада отеле. Вместе с ним работает его сын Абдель, помогающий ему в работе с бассейном. Жизнь «чемпиона» скромна, но он всё же добился некой своей идиллии, он дорожит своей работой. Вскоре новыми управляющими отеля становятся китайцы. Они принимают ряд кадровых решений, в ходе которых увольняют друга Адама повара, а также принимают решение сократить число ухаживающих за бассейном с двух до одного. В результате Адам переходит на работу «привратника» в том же отеле, это занятие ему не по душе и унизительно, Абдель же остаётся смотреть за бассейном.
Параллельно этим событиям и тайно от семьи Адам откупает Абделя от службы в армии, которая в это время чрезвычайно опасна: в стране идёт гражданская война. Плату надо вносить регулярно, но после событий на работе Адам не вносит плату и Абделя забирают в армию.
Адам возвращается на прежнюю должность, но почти тут же его начинают мучить раскаяния и тревога за сына. В дом к ним приходит беременная девушка Абделя и остаётся пока жить у них. Адам же решает прорваться к сыну и вывезти его из «ада» войны.

## В ролях
| Актёр                     | Роль                 |
| ------------------------- | -------------------- |
| Юссуф Джаоро              | Адам Усман «Чемпион» |
| Диукунда Кома             | Абдель Усман         |
| Эмиль Абоссоло-Мбо        | районный глава       |
| Хадже Фатиме Н’Гуа        | Мариам               |
| Мариус Йелоло             | Давид                |
| Дженеба Коне              | Дженеба Коне         |
| Хэлинг Ли                 | Мадам Ванг           |
| Ремаджи Аделе Нгарадубайе | Суад                 |
| Джон Мбайедум             | Этьен                |

## Награды и номинации
Фильм получил Приз жюри на Каннском кинофестивале 2010. Также он победил в номинации «лучший актёр» премии «Серебряный Хьюго» на Международном кинофестивале в Чикаго 2010 года.